# جایزه گاردن مریت

لوگوی جایزه گاردن مریت از انجمن سلطنتی باغبانی

جایزه گاردن مریت (به انگلیسی: Award of Garden Merit)، (AGM)، یک جایزه سالانه قدیمی است که توسط انجمن سلطنتی باغبانی بریتانیا (Royal Horticultural Society) (RHS) برای گیاهان ایجاد شده است. این بر اساس ارزیابی عملکرد گیاهان تحت شرایط رشد انگلستان است.

## تاریخچه
جایزه گاردن مریت یک علامت کیفیت است که از سال ۱۹۲۲ به گیاهان باغی (شامل درختان، سبزی‌ها و گیاهان تزئینی) توسط انجمن سلطنتی باغبانی بریتانیا (RHS) اعطا می‌شود. جوایز سالانه پس از آزمایش‌ها گیاهی که برای قضاوت در مورد عملکرد گیاهان در شرایط رشد بریتانیا انجام می‌شود، صادر می‌گردد. آزمایش‌ها ممکن است بسته به نوع گیاه مورد تجزیه و تحلیل، یک یا چند سال طول بکشد و ممکن است در باغ انجمن باغبانی سلطنتی در ویزلی و باغ‌های دیگر یا پس از مشاهده گیاهان در مجموعه‌های تخصصی انجام شود. گزارش‌های آزمایشی به‌صورت کتابچه و در وب‌سایت در دسترس است. در صورتی که گیاهان از نظر باغبانی در دسترس نباشند یا ارقام بهتر جایگزین آن شده باشند، جوایز سالانه بررسی می‌شود.

## جوایز مشابه

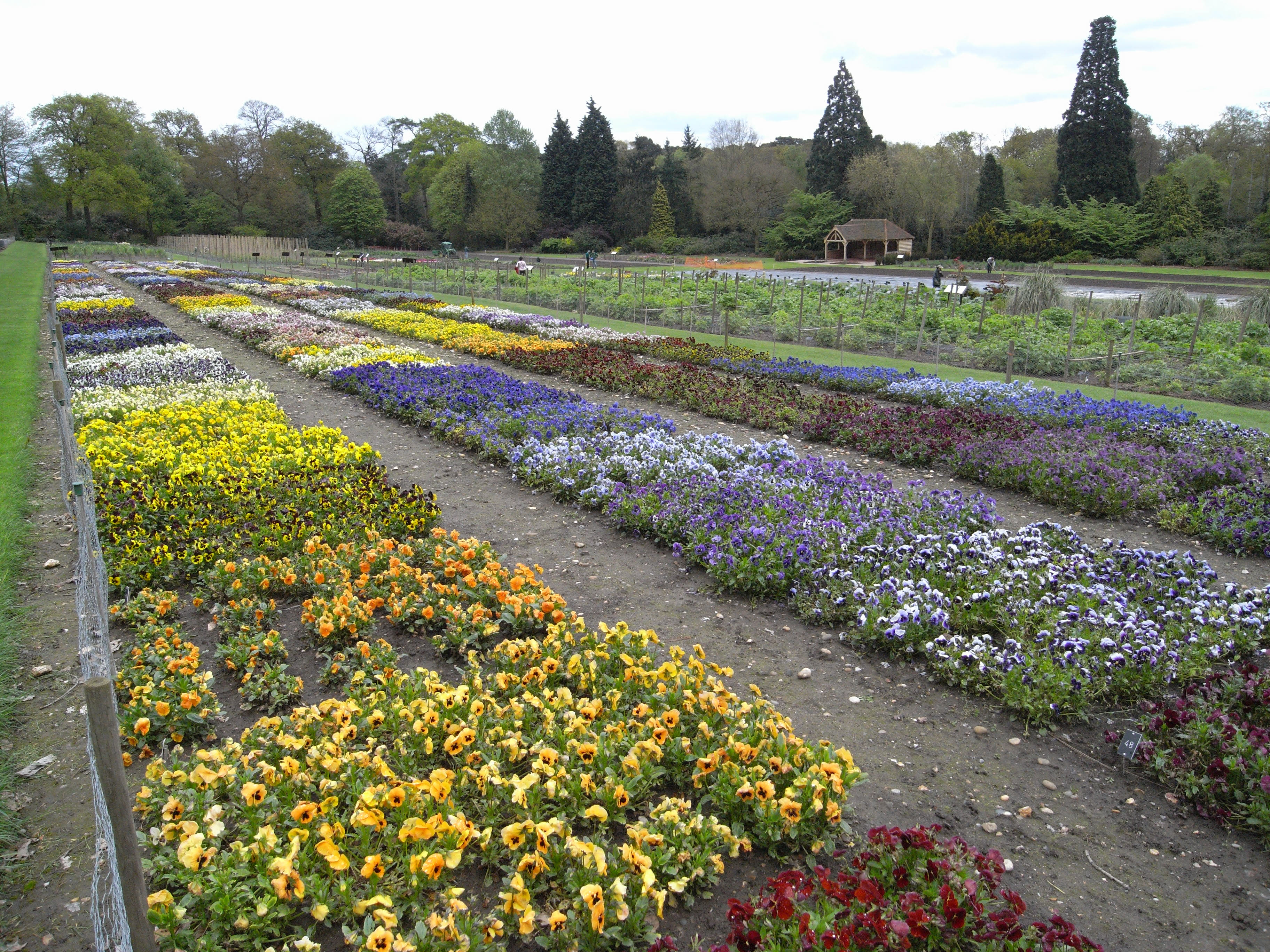
میدان آزمایشی در ویسلی (RHS Garden Wisley)، برخی از صدها گونه ارزیابی‌شده برای جایزه گاردن مریت را نشان می‌دهد.

این جایزه نباید با جایزه شایستگی انجمن سلطنتی باغبانی (AM) اشتباه گرفته شود، که به گیاهانی داده می‌شود که "شایستگی زیادی برای نمایشگاه دارند" یعنی برای گیاهان نمایشی، نه باغی. از سال ۱۹۸۹، فرانسه جوایز مشابهی به نام شایستگی دوره (Mérites de Courson) داشته است، اما این جوایز از تعداد محدودی از گیاهان است که توسط نهالستان‌دارها به هیئت داوران در روزهای گیاه کورسون که دو بار در سال ارائه می‌شود و جوایز صرفاً بر اساس نظرها هیئت داوران در مورد عملکرد احتمالی گیاهان در باغ‌های فرانسوی است، نه آزمایش‌های گسترده.
منتخبان همه آمریکا یک سازمان غیرانتفاعی مستقل است که انواع جدید و هرگز فروخته نشده را برای باغبان خانگی آزمایش می‌کند.
گیاهان شایسته گیاهانی هستند که به‌دلیل کیفیت فوق‌العاده و عملکرد قابل اعتماد برای مناطق تحتانی غرب میانه ایالات‌متحده انتخاب شده‌اند.

## بررسی‌ها
جایزه گاردن مریت در سال ۱۹۹۲ مورد بررسی قرار گرفت تا سودمندی و اعتبار آن افزایش یابد. نتایج کارآزمایی صحرایی در ارزیابی‌ها وزن بیشتری به دست آورد و گیاهان ای‌جی‌ام (AGM) موجود در پرتو تجربه‌های اخیر مورد بررسی قرار گرفتند. مجمع عمومی عادی از سال ۱۹۹۲ باید در فواصل ۱۰ ساله بررسی می‌شد، اما این فراوانی به سالانه افزایش یافته است. بررسی ۲۰۱۲/۱۳، با توصیه کارشناسانی مانند کمیته‌های گیاهی انجمن سلطنتی باغبانی، انجمن‌های تخصصی، دارندگان مجموعه ملی میراث گیاهی و دیگران، منجر به تغییرهای زیادی شد. نزدیک به ۱۹۰۰ گیاه جوایز شایستگی خود را از دست دادند و بیش از ۱۴۰۰ گیاه جوایز را کسب کردند. لیست شامل ۷۰۷۳ گیاه پس از بررسی بود.

### قطع کردن
گیاهان ممکن است به دلایل متعدد، از جمله در دسترس نبودن باغبانان، در دسترس بودن گیاهان بهتر، ابتلا به آفت‌ها یا بیماری‌ها، یا یکنواختی ناکافی، به «فهرست غروب آفتاب» انجمن سلطنتی باغبانی اضافه شوند.

## معیارها

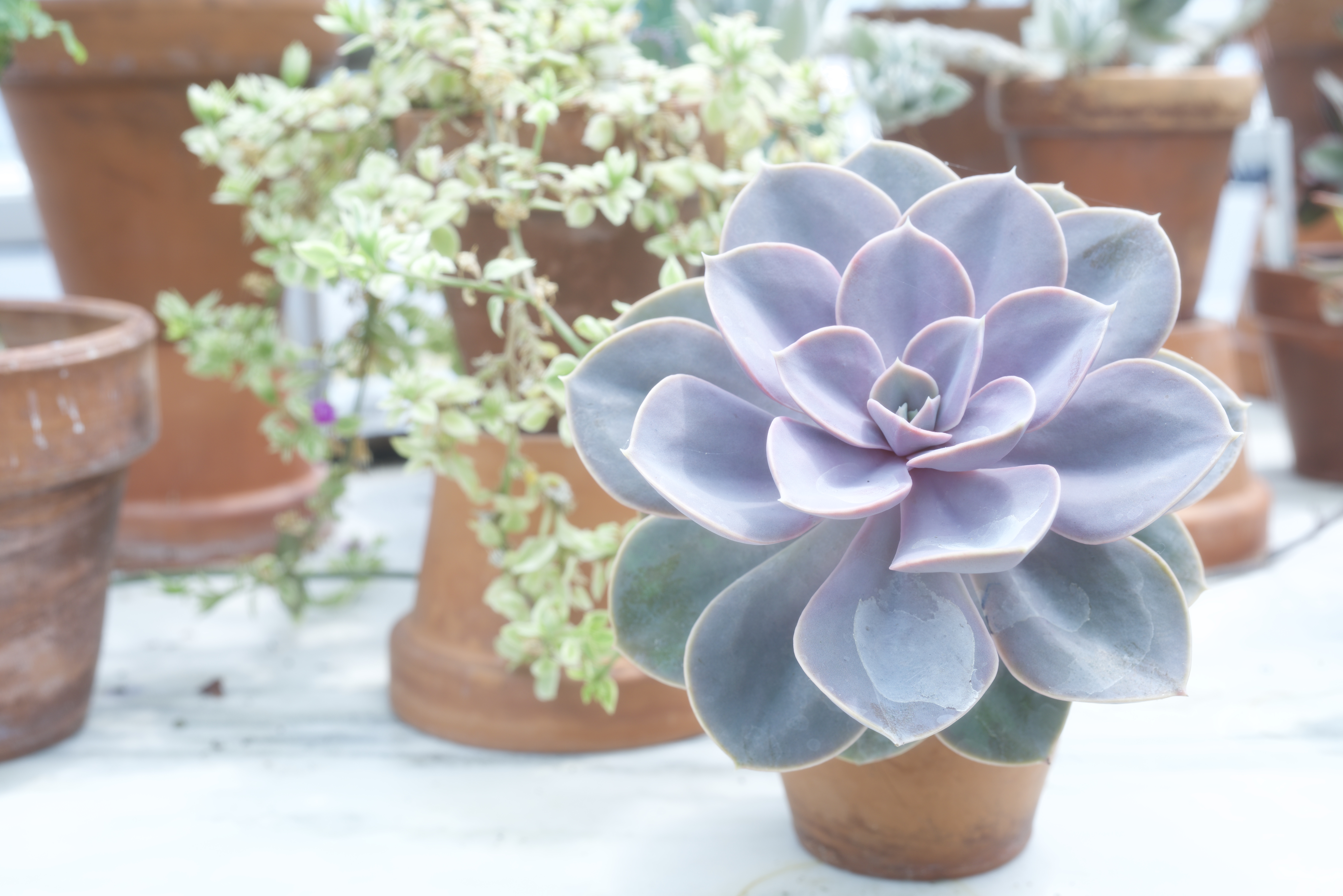
ساق عروس 'مروارید نورنبرگ'، برنده جایزه گاردن مریت

برای واجد شرایط بودن برای جایزه شایستگی باغ، یک گیاه
- باید از نظر باغبانی در دسترس باشد
- برای تزئین یا استفاده باغ باید عالی باشد
- باید از ساختار خوبی برخوردار باشد
- نباید به شرایط رشد یا مراقبت بسیار تخصصی نیاز داشته باشد
- نباید به ویژه در برابر هیچ آفت یا بیماری حساس باشد
- نباید در معرض یک درجه بازگشت غیر منطقی قرار گیرد.

نماد «جایزه گاردن مریت» نماد نشان‌دهنده یک جام‌شکل قهرمانی است. همراه با درجه سرسختی به شرح زیر ذکر شده است:
- H1 به یک گلخانه گرم شده نیاز دارد
  - H1a گرمتر از ۱۵ درجه سانتی‌گراد: گیاهان گرمسیری برای گلخانه‌های سرپوشیده و گرم
  - H1b از ۱۰ درجه تا ۱۵ درجه سانتی‌گراد: گیاهان نیمه گرمسیری برای گلخانه‌های سرپوشیده و گرم شده
  - H1c از ۵ درجه تا ۱۰ درجه سانتی‌گراد: گیاهان معتدل گرم که می‌توانند در تابستان به بیرون از منزل بروند
- H2 از ۱ درجه تا ۵ درجه سانتی‌گراد: گیاهانی که در زمستان به گلخانه‌ای بدون یخبندان نیاز دارند.
- H3 از ۵- درجه تا ۱ درجه سانتی‌گراد : در برخی مناطق یا موقعیت‌ها در خارج از خانه مقاوم هستند، یا در حالی که معمولاً در تابستان در خارج از خانه رشد می‌کنند، در زمستان به محافظت در برابر سرما نیاز دارند (مثلاً کوکب)
- H4 از ۱۰- درجه تا ۵- درجه سانتی‌گراد: گیاهان در خارج از خانه در اکثر مناطق بریتانیا در زمستان متوسط مقاوم هستند.
- H5 از ۱۵- درجه تا ۱۰- درجه سانتی‌گراد: گیاهان در خارج از خانه در اکثر مناطق بریتانیا در زمستان‌های سخت مقاوم هستند.
- H6 از ۲۰- درج تا ۱۵- درجه سانتی‌گراد: گیاهان مقاوم در خارج از انگلستان و شمال اروپا
- H7 سردتر از ۲۰- درجه سانتی‌گراد: گیاهان مقاوم در خارج در شدیدترین آب و هوای اروپا